# Natalie Böck

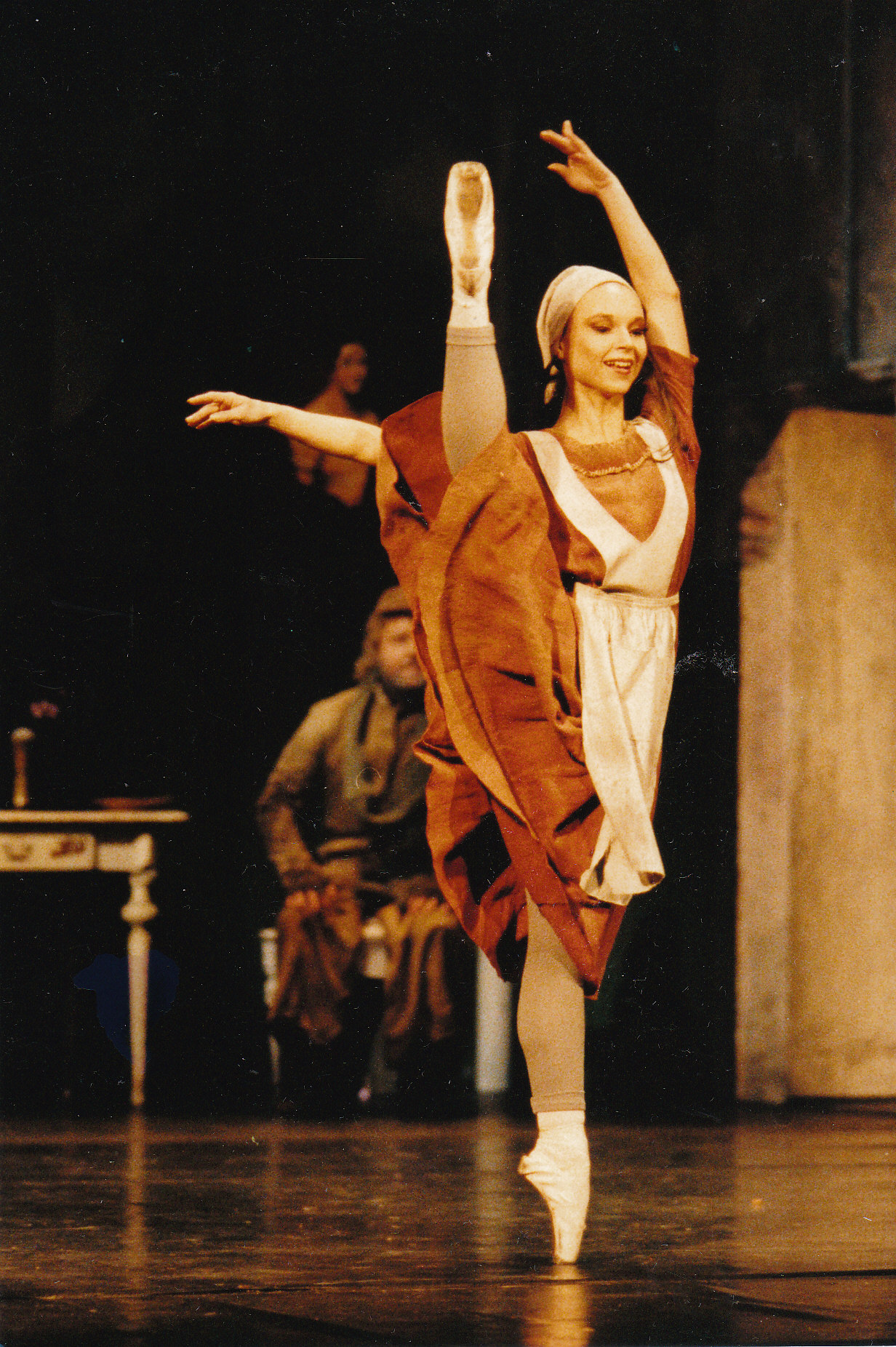
Natalie Böck in La Fille mal gardée

Natalie Böck-Németh (* 1967 in Augsburg; geborene Böck) ist eine deutsche Balletttänzerin und Musical-Darstellerin.
Böck begann ihre tänzerische Laufbahn im Alter von vier Jahren. 1984 absolvierte sie die Bühnenreifeprüfung in München. Zunächst tanzte sie als Elevin an den Städtischen Bühnen Augsburg (später: Theater Augsburg), später in der Gruppe mit Soloverpflichtung. 1987 hatte sie mit ihrer ersten großen Solorolle als Lise in La fille mal gardée. Nach ihrem Aufenthalt an der Cité Internationale des Arts Paris wurde sie Primaballerina an den Städtischen Bühnen Augsburg. Böck absolvierte eine Musik- und eine klassische Gesangsausbildung an der Hochschule für Musik Nürnberg-Augsburg. Als Musical-Darstellerin spielte sie unter anderem 1995 an den Städtischen Bühnen Augsburg die Rolle der Columbia in der Aufführung der Rocky Horror Show. 1999 trat sie im Theater des Westens in Berlin in der Titelrolle der Gypsy Rose Lee an der Seite von Angelika Milster im Musical Gypsy auf. Mittlerweile arbeitet sie in Augsburg als Ballettdirektorin und Ballettpädagogin zusammen mit István Németh an der 1995 gemeinsam gegründeten Ballett- und Musicalakademie im Glaspalast Augsburg.

## Auszeichnungen
- 1988 Kunstförderpreis der Stadt Augsburg
- Stipendium des Freistaates Bayern für die Cité Internationale des Arts Paris